# Pygora decorata
Pygora decorata är en skalbaggsart som beskrevs av Oliver Erichson Janson 1925. Pygora decorata ingår i släktet Pygora och familjen Cetoniidae. Inga underarter finns listade i Catalogue of Life.